# Стекова мова програмування
Стекова мова програмування (англ. stack-oriented programming language) — це мова програмування, в якій для передавання параметрів використовується машинна модель стека. Цьому опису відповідає кілька мов, перш за все Forth і PostScript, а також багато асемблерних мов (які використовують цю модель на низькому рівні — Java, C#). За використання стека як основного каналу передавання параметрів між словами елементи мови природним чином утворюють фрази (послідовне зчеплення). Ця властивість зближує такі мови з природними мовами.
Виконання програми в стековій мові програмування являє собою операції на одному або декількох стеках, які можуть мати різне призначення. Внаслідок цього програмні конструкції інших мов програмування потрібно змінити, перш ніж їх можна буде використати в стековій мові. Стекові мови програмування використовують так звану зворотну польську нотацію (англ. RPN, reverse polish notation), або постфіксну нотацію, в якій аргументи або параметри команди записують перед самою командою. Наприклад, у зворотній польській нотації операція додавання записується як «2 3 +», а не «+ 2 3» (префіксна або польська нотація) або «2 + 3» (інфіксна нотація). Це дозволяє використовувати повною мірою стекові мови за обмежених апаратних ресурсів пам'яті в контролерах вбудованих систем.